# Ludvík Valenchick z Rembu
Ludvík Valenchick z Rembu OFM (?- 1703), ve vlastních knihách podepisovaný jako Ludovicus a Premb byl františkán působící v českých zemích.
Do františkánského řádu údajně vstoupil v jeho bosensko-chorvatské provincii, teprve později se stal členem české provincie svatého Václava.
Jako lektor teologie vyučoval na klášterních školách kleriky připravující se na kněžství. V roce 1697 byl zvolen kvardiánem kláštera v Jindřichově Hradci. Ludvík Valenchick byl autorem spirituální příručky pro řeholníky Via Franciscana vitae aeternae ex Regula et Testamento S.P. Francisci ac selectissimis, & piissimis apparata precibus, Qua viatores Franciscani in hac lachrymarum Valle, ad quosvis hostiles evitandos incursus, non sine magno fructu quotidie uti possunt. Jednalo se zřejmě o populární, anebo pro formaci a duchovní život představenými doporučované dílo, neboť bylo v malém kapesním (dvanácterkovém) vydání vytištěno opakovaně. Církevní schválení františkánů a pražského arcibiskupství získalo toto dílo roku 1701, známá vydání jsou však až posmrtná z let 1708, 1723 a 1736. Bratr Ludvík zemřel 15. ledna 1703 v Kladsku.